# Бобрихин, Андрей Анатольевич
Андрей Анатольевич Бобрихин (25 декабря 1961, Одесса — 11 сентября 2024, Екатеринбург) — российский искусствовед и фольклорист, исследователь традиционной культуры и наивного искусства, специалист по уральским марийцам, заведующий отделом, а затем музеем наивного искусства Екатеринбургского музея изобразительных искусств (2016—2024). Кандидат философских наук (2011), доцент РГППУ.

## Биография
Родился в Одессе. Поступил на исторический факультет Одесского университета, но, не проучившись и года, был призван в армию.
В 26 лет, После аварии на Чернобыльской АЭС переехал с семьёй в Новосибирский Академгородок.
В Новосибирске учился в университете и одновременно работал. Сначала в детском саду, затем возглавил педагогическую лабораторию при Новосибирском фонде культуры, работал в лаборатории при Институте истории в Академгородке.
В 1992 году окончил психологический факультет Новосибирского государственного педагогического университета.
В этом же году переехал в Екатеринбург, куда его пригласили в недавно открывшийся Свердловский областной Дом фольклора (сегодня — Центр традиционной народной культуры Среднего Урала).
С 1998 по 2009 год работал заместителем, а потом руководителем Дома фольклора, занимался исследовательскими проектами, воссоздавал полноценную и подлинную фольклорную реальность Урала. Участвовал в этнографических экспедициях. Попав однажды в экспедицию, которой руководил пермский этнограф Георгий Чагин, снял обряд большого моления Кусе. Познакомившись таким образом с марийцами, стал частым гостем на их национальных праздниках, изучал их культуру и в итоге полностью описал этнографию современных марийцев Урала.
В 2001 году окончил философский факультет Уральский государственный университет им. А. М. Горького. Работал доцентом РГППУ (2009—2016).
В 2011 году в Челябинской государственной академии культуры и искусства защитил диссертацию на соискание звания кандидата философских наук с темой: «Концептуализация пространства в культуре : на примере традиционной культуры русского населения Урала».
2010—2013 — научный сотрудник, затем  заместитель директора по науке Екатеринбургского музейного центра народного творчества «Гамаюн». Сфера профессиональных интересов — народное, наивное и декоративно-прикладное искусство, антропология народов Урала, визуальная антропология, музеология.
Бобрихин исследовал наивное искусство, проводил исследования в области этнографии и культурологии, написал более 70 научных статей. Научный редактор монографий и сборников: «Народное искусство Урала. Традиционный костюм» (2007), «Вещь и пространство в культуре этноса» (2008), «Традиционная культура и мир детства» (2008). Редактор-составитель фонографической серии «Антология фольклора народов Урала» (2006–2008), серии видеофильмов «Народное искусство Урала». В 2008 году снял документальный фильм про художника Евгения Малахина, более известного как Старик Букашкин. Участник проекта Управления культуры Администрации города Екатеринбурга «Екатеринбургский пульс», целью которого было описать и осмыслить современное состояние культурной среды Екатеринбурга — написал две главы «Музеи» и «Традиционная народная культура» в сборник статей.
В 2016 возглавил сектор наивного искусства в Екатеринбургском музее изобразительных искусств.

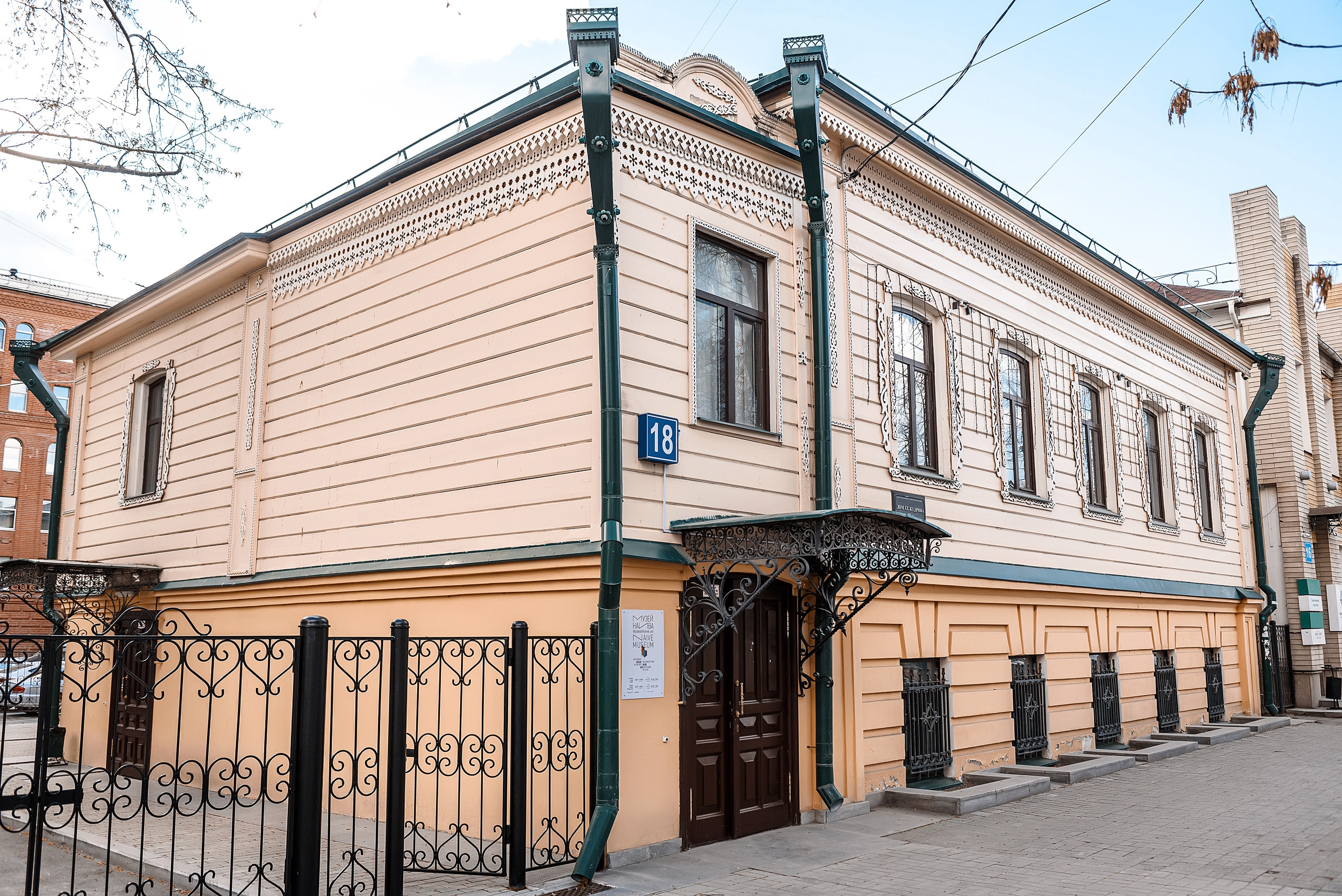
Музей наивного искусства

C 2017 года до конца жизни возглавлял музей наивного искусства, открывшийся на базе экспонатов из личной коллекции Евгения Ройзмана, которую он подарил Екатеринбургу, еще будучи мэром. За время работы организовал более 40 выставок, привлекая внимание к творчеству самобытных мастеров.
В 2017 году Бобрихин участвовал в оформлении и открытии ещё одного музея, созданного при помощи Е. Ройзмана — Музея Миши Брусиловского.
Скончался 11 сентября 2024 года. Прощание с Андреем Бобрихиным состоялось 13 сентября в Храме Рождества Христова в Екатеринбурге.
12 ноября 2024 года в музее наивного искусства была открыта общедоступная Библиотека наивного и аутсайдерского искусства, в которую вошли книги из личного исследовательского собрания Андрея Бобрихина, а также других дарителей музея.

## Избранные работы
- Народное искусство Урала. Традиционный костюм / ред.-сост. А. А. Бобрихин. Екатеринбург: ООО «Баско», 2007.
- Бобрихин А. А. Репрезентации этнической идентичности в современном российском городе // Видимые города: визуальные практики современного мегаполиса: Всероссийская научно-практическая конференция. – Екатеринбург: Екатеринбургская академия современного искусства, 2012. С. 77.
- Бобрихин, А. А. Проблема интерпретации народного костюма в дизайне / А. А. Бобрихин, С. И. Егорова // Научно-методический электронный журнал «Концепт». – 2014. – № S6. – С. 126-130.
- Содружество музеестроителей, художников и реставраторов Алапаевска. Об уникальном культурном явлении / А. А. Бобрихин // Диалоги о защите культурных ценностей : Материалы II Международной научно-практической конференции, Екатеринбург, 19–20 мая 2022 года / Под редакцией Е.Ю. Витюк, Ю.В. Кондаковой, Е.В. Штифановой. – Екатеринбург: Уральский государственный архитектурно-художественный университет, 2022. – С. 40-44.
- Алапаевский художественный феномен и его действующие лица / А. А. Бобрихин // Искусство советского Урала: художественное воплощение и развенчание социальных мифов : Сборник статей всероссийской научно-практической конференции, Екатеринбург, 14–15 октября 2022 года. – Екатеринбург: Филиал Федерального государственного бюджетного учреждения «Российская академия художеств» в г. Красноярске «Региональное отделение Урала, Сибири и Дальнего Востока Российской академии художеств в г. Красноярске» (г. Красноярск), 2022. – С. 23-35.
- Наивные художники как краеведы. Опыт выставок в музее наива / А. А. Бобрихин // Музей и краеведение: история, теория и современные практики : Сборник научных трудов. – Омск : Омский государственный историко-краеведческий музей, 2024. – С. 165-170.
- Бобрихин А. А., Таушканова Я. И. Переписка создателя музеев Веры Городилиной и исследователя Нины Хадери // Весенние искусствоведческие чтения — 2023. Екатеринбург : Изд-во Урал. ун-та, 2024. С. 123–135.

## Внешние видеофайлы
- «Советское наивное искусство — дитя Просвещения». Лекция А. Бобрихина
- Андрей Бобрихин о жизни и культуре народа мари // АИФ. Урал.
- Андрей Бобрихин. Посконная правда и сермяжная истина: конструирование русской старины // Президентский центр Бориса Ельцина